# Olympische Sommerspiele 2024/Teilnehmer (Irland)
| Gelbes Symbol für Goldmedaillen mit stilisierten Olympischen Ringen | Graues Symbol für Silbermedaillen mit stilisierten Olympischen Ringen | Braundes Symbol für Bronzemedaillen mit stilisierten Olympischen Ringen |
| ------------------------------------------------------------------- | --------------------------------------------------------------------- | ----------------------------------------------------------------------- |
| 4                                                                   | —                                                                     | 3                                                                       |

Irland nahm an den Olympischen Spielen 2024 vom 26. Juli bis zum 11. August 2024 in Paris teil. Es war die insgesamt 23. Teilnahme an Olympischen Sommerspielen.

## Medaillen

### Medaillenspiegel
| Rang   | Sportart  | Gold | Silber | Bronze | Gesamt |
| ------ | --------- | ---- | ------ | ------ | ------ |
| 1      | Schwimmen | 1    | –      | 2      | 3      |
| 2      | Rudern    | 1    | –      | 1      | 2      |
| 3      | Boxen     | 1    | –      | –      | 1      |
| 3      | Turnen    | 1    | –      | –      | 1      |
| Gesamt | Gesamt    | 4    | –      | 3      | 7      |

### Medaillengewinner
| Name/n                         | Sportart  | Wettkampf                   |
| ------------------------------ | --------- | --------------------------- |
| Gold                           |           |                             |
| Fintan McCarthy/Paul O’Donovan | Rudern    | Leichtgewichts-Doppelzweier |
| Daniel Wiffen                  | Schwimmen | 800 m Freistil              |
| Rhys McClenaghan               | Turnen    | Pauschenpferd               |
| Kellie Harrington              | Boxen     | Leichtgewicht               |
| Bronze                         |           |                             |
| Daire Lynch/Philip Doyle       | Rudern    | Doppelzweier                |
| Mona McSharry                  | Schwimmen | 100 m Brust                 |
| Daniel Wiffen                  | Schwimmen | 1500 m Freistil             |

## Teilnehmer nach Sportarten

### Badminton
Über die Race-to-Paris-Rangliste erhielten Nhat Nguyen und Rachael Darragh je einen namentlichen Quotenplatz für die Einzelwettbewerbe.
| Athleten        | Wettbewerb | Gruppenphase  | Gruppenphase              | Gruppenphase | Gruppenphase | Achtelfinale  | Achtelfinale  | Viertelfinale | Viertelfinale | Halbfinale    | Halbfinale    | Finale / Platz 3 | Finale / Platz 3 | Rang |
| Athleten        | Wettbewerb | Gegner        | Ergebnis                  | Punkte       | Rang         | Gegner        | Ergebnis      | Gegner        | Ergebnis      | Gegner        | Ergebnis      | Gegner           | Ergebnis         | Rang |
| --------------- | ---------- | ------------- | ------------------------- | ------------ | ------------ | ------------- | ------------- | ------------- | ------------- | ------------- | ------------- | ---------------- | ---------------- | ---- |
| Frauen          |            |               |                           |              |              |               |               |               |               |               |               |                  |                  |      |
| Rachael Darragh | Einzel     | J. Stadelmann | 1:2 (21:13, 22:24, 15:21) | 0            | 3            | ausgeschieden | ausgeschieden | ausgeschieden | ausgeschieden | ausgeschieden | ausgeschieden | ausgeschieden    | ausgeschieden    | 27   |
| Rachael Darragh | Einzel     | C. Marín      | 0:2 (5:21, 5:21)          | 0            | 3            | ausgeschieden | ausgeschieden | ausgeschieden | ausgeschieden | ausgeschieden | ausgeschieden | ausgeschieden    | ausgeschieden    | 27   |
| Männer          |            |               |                           |              |              |               |               |               |               |               |               |                  |                  |      |
| Nhat Nguyen     | Einzel     | M. Zilberman  | 2:1 (21:17, 19:21, 21:13) | 2            | 2            | ausgeschieden | ausgeschieden | ausgeschieden | ausgeschieden | ausgeschieden | ausgeschieden | ausgeschieden    | ausgeschieden    | 14   |
| Nhat Nguyen     | Einzel     | P. Dahal      | 2:0 (21:7, 21:5)          | 2            | 2            | ausgeschieden | ausgeschieden | ausgeschieden | ausgeschieden | ausgeschieden | ausgeschieden | ausgeschieden    | ausgeschieden    | 14   |
| Nhat Nguyen     | Einzel     | V. Axelsen    | 0:2 (13:21, 10:21)        | 2            | 2            | ausgeschieden | ausgeschieden | ausgeschieden | ausgeschieden | ausgeschieden | ausgeschieden | ausgeschieden    | ausgeschieden    | 14   |

### Boxen
Bei den Europaspielen 2023 qualifizierten sich die ersten fünf irischen Boxer für die Olympischen Spiele. Beim ersten internationalen Qualifikationsturnier konnte mit Jude Gallagher ein weiterer Athlet sein Ticket für Paris gewinnen. Beim abschließenden zweiten internationalen Qualifikationsturnier in Bangkok konnten vier weitere Startplätze erreicht werden.
| Athleten          | Wettbewerb         | 1. Runde     | 1. Runde | Achtelfinale  | Achtelfinale  | Viertelfinale | Viertelfinale | Halbfinale    | Halbfinale    | Finale        | Finale        | Rang |
| Athleten          | Wettbewerb         | Gegner       | Ergebnis | Gegner        | Ergebnis      | Gegner        | Ergebnis      | Gegner        | Ergebnis      | Gegner        | Ergebnis      | Rang |
| ----------------- | ------------------ | ------------ | -------- | ------------- | ------------- | ------------- | ------------- | ------------- | ------------- | ------------- | ------------- | ---- |
| Frauen            |                    |              |          |               |               |               |               |               |               |               |               |      |
| Daina Moorehouse  | Klasse bis 50 kg   | Freilos      | Freilos  | W. Lkhadiri   | 1:4           | ausgeschieden | ausgeschieden | ausgeschieden | ausgeschieden | ausgeschieden | ausgeschieden | 9    |
| Jennifer Lehane   | Klasse bis 54 kg   | Freilos      | Freilos  | Chang Y.      | 0:5           | ausgeschieden | ausgeschieden | ausgeschieden | ausgeschieden | ausgeschieden | ausgeschieden | 9    |
| Michaela Walsh    | Klasse bis 57 kg   | Freilos      | Freilos  | S. Stanewa    | 0:5           | ausgeschieden | ausgeschieden | ausgeschieden | ausgeschieden | ausgeschieden | ausgeschieden | 9    |
| Kellie Harrington | Klasse bis 60 kg   | Freilos      | Freilos  | A. Mesiano    | 5:0           | A. Valdes     | 5:0           | B. Ferreira   | 4:1           | Yang W.       | 4:1           | Gold |
| Gráinne Walsh     | Klasse bis 66 kg   | L. Hámori    | 1:4      | ausgeschieden | ausgeschieden | ausgeschieden | ausgeschieden | ausgeschieden | ausgeschieden | ausgeschieden | ausgeschieden | 17   |
| Aoife O’Rourke    | Klasse bis 75 kg   | —            | —        | E. Wójcik     | 2:3           | ausgeschieden | ausgeschieden | ausgeschieden | ausgeschieden | ausgeschieden | ausgeschieden | 9    |
| Männer            |                    |              |          |               |               |               |               |               |               |               |               |      |
| Jude Gallagher    | Klasse bis 57 kg   | Freilos      | Freilos  | C. Paalam     | 0:5           | ausgeschieden | ausgeschieden | ausgeschieden | ausgeschieden | ausgeschieden | ausgeschieden | 9    |
| Dean Clancy       | Klasse bis 63,5 kg | O. Al-Kasbeh | 2:3      | ausgeschieden | ausgeschieden | ausgeschieden | ausgeschieden | ausgeschieden | ausgeschieden | ausgeschieden | ausgeschieden | 17   |
| Aidan Walsh       | Klasse bis 71 kg   | M. Traoré    | 0:4      | ausgeschieden | ausgeschieden | ausgeschieden | ausgeschieden | ausgeschieden | ausgeschieden | ausgeschieden | ausgeschieden | 17   |
| Jack Marley       | Klasse bis 92 kg   | —            | —        | M. Bereźnicki | 4:1           | D. Boltajew   | 1:4           | ausgeschieden | ausgeschieden | ausgeschieden | ausgeschieden | 5    |

### Golf
Über das Olympic Golf Ranking der IGF qualifizierten sich vier irische Golfer für die Olympischen Spiele.
| Athleten         | Runde 1 | Runde 2 | Runde 3 | Runde 4 | Gesamt | Par | Rang |
| ---------------- | ------- | ------- | ------- | ------- | ------ | --- | ---- |
| Frauen           |         |         |         |         |        |     |      |
| Leona Maguire    | 78      | 79      | 83      | 71      | 311    | +23 | 59   |
| Stephanie Meadow | 78      | 74      | 72      | 70      | 294    | +6  | 39   |
| Männer           |         |         |         |         |        |     |      |
| Rory McIlroy     | 68      | 69      | 66      | 66      | 269    | −15 | 5    |
| Shane Lowry      | 71      | 71      | 66      | 71      | 279    | −5  | 26   |

### Hockey
Bei ihrem Qualifikationsturnier in Valencia kam die irischen Männer auf den dritten Platz und qualifizierten sich somit für die Olympischen Spiele. Irlands Frauen hingegen verpassten das Turnier in Paris durch eine knappe Niederlage im Spiel um den dritten Platz bei ihrem Qualifikationsturnier, das ebenfalls in Valencia ausgetragen wurde. Bereits im Halbfinale mussten die Irinnen sich erst im Penalty-Schießen gegen Spanien geschlagen geben.
| Wettbewerb    | Männer |
| ------------- | --- |
| Athleten      | David Harte Tim Cross John McKee Matthew Nelson Daragh Walsh Kyle Marshall Shane O’Donoghue Sean Murray Peter McKibbin Jeremy Duncan Michael Robson Benjamin Walker Jonny Lynch Peter Brown Lee Cole Ben Johnson Nick Page |
| Trainer       | Mark Tumilty |
| Gruppenphase  | Belgien (0:2) Australien (1:2) Indien (0:2) Argentinien (1:2) Neuseeland (2:1) |
| Viertelfinale | ausgeschieden |
| Halbfinale    | ausgeschieden |
| Finale        | ausgeschieden |
| Rang          | 10 |

### Kanu
Im Kanuslalom qualifizierten sich drei irische Boote für die Olympischen Spiele. Über die Weltmeisterschaften 2023 erhielt man im K1 und C1 der Männer einen Quotenplatz. Durch die Platzierung bei den Europaspielen 2023 stand Irland zudem ein Startplatz im K1 der Frauen zu.

#### Kanuslalom
| Athleten          | Wettbewerb | Vorlauf  | Vorlauf | Halbfinale    | Halbfinale    | Finale        | Finale        | Rang |
| Athleten          | Wettbewerb | Zeit     | Rang    | Zeit          | Rang          | Zeit          | Rang          | Rang |
| ----------------- | ---------- | -------- | ------- | ------------- | ------------- | ------------- | ------------- | ---- |
| Frauen            |            |          |         |               |               |               |               |      |
| Michaela Corcoran | C1         | 129,55 s | 21      | ausgeschieden | ausgeschieden | ausgeschieden | ausgeschieden | 21   |
| Madison Corcoran  | K1         | 115,93 s | 24      | ausgeschieden | ausgeschieden | ausgeschieden | ausgeschieden | 24   |
| Männer            |            |          |         |               |               |               |               |      |
| Liam Jegou        | C1         | 99,93 s  | 16      | 96,52 s       | 6             | 98,52 s       | 7             | 7    |
| Noel Hendrick     | K1         | 90,68 s  | 19      | 102,46 s      | 15            | ausgeschieden | ausgeschieden | 15   |

Boater-Cross
| Frauen           |          |         |    |   |   |   |               |               |               |    |
| Madison Corcoran | K1 Cross | 83,49 s | 35 | 4 | 2 | 4 | ausgeschieden | ausgeschieden | ausgeschieden | 32 |
| Männer           |          |         |    |   |   |   |               |               |               |    |
| Noel Hendrick    | K1 Cross | 69,31 s | 14 | 3 | 1 | 3 | ausgeschieden | ausgeschieden | ausgeschieden | 21 |
| Liam Jegou       | K1 Cross | 70,81 s | 18 | 4 | 1 | 3 | ausgeschieden | ausgeschieden | ausgeschieden | 22 |

### Leichtathletik
Zehn irische Leichtathleten in acht Disziplinen hatten die Olympianormen des Weltverbandes erreicht. Zudem konnten sich über die World Athletics Relays 2024 zwei Staffeln qualifizieren.
Laufen und Gehen
| Athleten                                                                  | Wettbewerb   | Vorlauf      | Vorlauf | Hoffnungslauf | Hoffnungslauf | Halbfinale    | Halbfinale    | Finale        | Finale        | Rang          |
| Athleten                                                                  | Wettbewerb   | Zeit         | Rang    | Zeit          | Rang          | Zeit          | Rang          | Zeit          | Rang          | Rang          |
| ------------------------------------------------------------------------- | ------------ | ------------ | ------- | ------------- | ------------- | ------------- | ------------- | ------------- | ------------- | ------------- |
| Frauen                                                                    |              |              |         |               |               |               |               |               |               |               |
| Rhasidat Adeleke                                                          | 400 m        | 50,09 s      | 1       | ―             | ―             | 49,95 s       | 2             | 49,28 s       | 4             | 4             |
| Sophie Becker                                                             | 400 m        | 51,84 s      | 6       | 51,28 s       | 2             | ausgeschieden | ausgeschieden | ausgeschieden | ausgeschieden | ausgeschieden |
| Sharlene Mawdsley                                                         | 400 m        | 50,71 s      | 4       | 51,18 s       | 3             | ausgeschieden | ausgeschieden | ausgeschieden | ausgeschieden | ausgeschieden |
| Sarah Healy                                                               | 1500 m       | 4:02,91 min  | 7       | 4:07,60 min   | 4             | ausgeschieden | ausgeschieden | ausgeschieden | ausgeschieden | ausgeschieden |
| Ciara Mageean                                                             | 1500 m       | WD           | WD      | WD            | WD            | WD            | WD            | WD            | WD            | WD            |
| Sophie O’Sullivan                                                         | 1500 m       | 4:00,23 min  | 7       | 4:03,73 min   | 4             | ausgeschieden | ausgeschieden | ausgeschieden | ausgeschieden | ausgeschieden |
| Jodie McCann                                                              | 5000 m       | 15:55,08 min | 20      | —             | —             | —             | —             | ausgeschieden | ausgeschieden | ausgeschieden |
| Sarah Lavin                                                               | 100 m Hürden | 12,73 s      | 2       | ―             | ―             | 12,69 s       | 6             | ausgeschieden | ausgeschieden | ausgeschieden |
| Fionnuala McCormack                                                       | Marathon     | —            | —       | —             | —             | —             | —             | 2:30:12 h     | 28            | 28            |
| Rhasidat Adeleke Sophie Becker Lauren Cadden Phil Healy Sharlene Mawdsley | 4 × 400 m    | 3:25,05 min  | 3       | —             | —             | —             | —             | 3:19,90 min   | 4             | 4             |
| Männer                                                                    |              |              |         |               |               |               |               |               |               |               |
| Mark English                                                              | 800 m        | 1:45,15 min  | 2       | ―             | ―             | 1:45,97 min   | 6             | ausgeschieden | ausgeschieden | ausgeschieden |
| Andrew Coscoran                                                           | 1500 m       | 3:42,07 min  | 15      | 3:39,45 min   | 12            | ausgeschieden | ausgeschieden | ausgeschieden | ausgeschieden | ausgeschieden |
| Cathal Doyle                                                              | 1500 m       | 3:37,82 min  | 9       | 3:34,92 min   | 1             | 3:33,15 min   | 10            | ausgeschieden | ausgeschieden | ausgeschieden |
| Luke McCann                                                               | 1500 m       | 3.35,73 min  | 8       | 3:36,50 min   | 7             | ausgeschieden | ausgeschieden | ausgeschieden | ausgeschieden | ausgeschieden |
| Brian Fay                                                                 | 5000 m       | 13:55,35 min | 13      | —             | —             | —             | —             | ausgeschieden | ausgeschieden | ausgeschieden |
| Mixed                                                                     |              |              |         |               |               |               |               |               |               |               |
| Thomas Barr Rachel McCann Kelly McGrory Christopher O’Donnell             | 4 × 400 m    | 3:12,67 min  | 5       | —             | —             | —             | —             | ausgeschieden | ausgeschieden | ausgeschieden |

Springen und Werfen
| Athleten       | Wettbewerb  | Qualifikation | Qualifikation | Finale        | Finale        | Rang |
| Athleten       | Wettbewerb  | Weite/Höhe    | Rang          | Weite/Höhe    | Rang          | Rang |
| -------------- | ----------- | ------------- | ------------- | ------------- | ------------- | ---- |
| Frauen         |             |               |               |               |               |      |
| Nicola Tuthill | Hammerwurf  | 69,90 m       | 16            | ausgeschieden | ausgeschieden | 16   |
| Männer         |             |               |               |               |               |      |
| Eric Favors    | Kugelstoßen | 19,02 m       | 18            | ausgeschieden | ausgeschieden | 18   |

Mehrkampf 
| Athletinnen   | 100 m Hürden | 100 m Hürden | Hochsprung | Hochsprung | Kugelstoßen | Kugelstoßen | 200 m   | 200 m  | Weitsprung | Weitsprung | Speerwurf | Speerwurf | 800 m       | 800 m  | Punkte | Rang |
| Athletinnen   | Zeit         | Punkte       | Höhe       | Punkte     | Weite       | Punkte      | Zeit    | Punkte | Weite      | Punkte     | Weite     | Punkte    | Zeit        | Punkte | Punkte | Rang |
| ------------- | ------------ | ------------ | ---------- | ---------- | ----------- | ----------- | ------- | ------ | ---------- | ---------- | --------- | --------- | ----------- | ------ | ------ | ---- |
| Siebenkampf   |              |              |            |            |             |             |         |        |            |            |           |           |             |        |        |      |
| Kate O’Connor | 14,08 s      | 967          | 1,77 m     | 941        | 13,79 m     | 780         | 24,77 s | 908    | 5,79 m     | 786        | 50,36 m   | 867       | 2:13,25 min | 918    | 6167   | 14   |

### Radsport
Über die jeweiligen UCI-Straßen-Weltranglisten nach Nationen erhielt Irland zwei Quotenplätze für das Straßenrennen der Männer und einen für das Straßenrennen der Frauen. Zudem war man im Einzelzeitfahren der Männer mit einem Athleten startberechtigt. Auf der Bahn qualifizierten sich die Frauen in der Mannschaftsverfolgung über die entsprechende Rangliste. Dadurch ist man auch im Madison und Omnium der Frauen startberechtigt.

#### Bahn
| Athleten                                             | Wettbewerb            | Rang | Details                                                                                          |
| ---------------------------------------------------- | --------------------- | ---- | ------------------------------------------------------------------------------------------------ |
| Frauen                                               |                       |      |                                                                                                  |
| Mia Griffin Alice Sharpe Kelly Murphy Lara Gillespie | Mannschaftsverfolgung | 9    | Qualifikation: 4:12,447 min                                                                      |
| Lara Gillespie Alice Sharpe                          | Madison               | 11   | 3 Punkte                                                                                         |
| Lara Gillespie                                       | Omnium                | 10   | Scratch: 12 Punkte Temporennen: 40 Punkte Ausscheidungsfahren: 24 Punkte Punktefahren: 23 Punkte |

#### Straße
| Athleten       | Wettbewerb       | Zeit         | Rang |
| -------------- | ---------------- | ------------ | ---- |
| Frauen         |                  |              |      |
| Megan Armitage | Straßenrennen    | 4:06:58 h    | 35   |
| Männer         |                  |              |      |
| Ben Healy      | Straßenrennen    | 6:20:54 h    | 10   |
| Ryan Mullen    | Straßenrennen    | 6:36:31 h    | 60   |
| Ryan Mullen    | Einzelzeitfahren | 37:57,16 min | 12   |

### Reiten
Durch die Resultate bei den jeweiligen Weltmeisterschaften ist Irland im Spring- und Vielseitigkeitsreiten jeweils mit einer Mannschaft und drei Sportlern im Einzel am Start. In der Dressur qualifizierte sich ein Reiter über die regionale Rangliste der Gruppe A (Nordwesteuropa) für die Spiele.

#### Dressurreiten
| Athleten                 | Wettbewerb | Prozent / Punkte           | Prozent / Punkte | Prozent / Punkte | Rang |
| Athleten                 | Wettbewerb | Grand Prix (Qualifikation) | GP Spécial       | GP Kür           | Rang |
| ------------------------ | ---------- | -------------------------- | ---------------- | ---------------- | ---- |
| Abigail Lyle mit Giraldo | Einzel     | 60,441                     | —                | ausgeschieden    | 37   |

#### Springreiten
| Athleten                                                                             | Wettbewerb | Strafpunkte   | Strafpunkte   | Strafpunkte   | Strafpunkte   | Strafpunkte   | Strafpunkte   | Rang |
| Athleten                                                                             | Wettbewerb | Einzelwertung | Einzelwertung | Einzelwertung | Nationenpreis | Nationenpreis | Nationenpreis | Rang |
| Athleten                                                                             | Wettbewerb | 1. Umlauf     | 2. Umlauf     | Stechen       | 1. Umlauf     | 2. Umlauf     | Stechen       | Rang |
| ------------------------------------------------------------------------------------ | ---------- | ------------- | ------------- | ------------- | ------------- | ------------- | ------------- | ---- |
| Cian O’Connor mit Maurice                                                            | Einzel     | (4)           | ausgeschieden | ausgeschieden | —             | —             | —             | 32   |
| Shane Sweetnam mit James Kann Cruz                                                   | Einzel     | (0)           | (12)          | ausgeschieden | —             | —             | —             | 22   |
| Daniel Coyle mit Legacy                                                              | Einzel     | (0)           | RET           | ausgeschieden | —             | —             | —             | ―    |
| Cian O’Connor mit Maurice Shane Sweetnam mit James Kann Cruz Daniel Coyle mit Legacy | Mannschaft | —             | —             | —             | (9)           | (14)          | ―             | 7    |

#### Vielseitigkeitsreiten
| Athleten | Wettbewerb | Minuspunkte Dressur | Minuspunkte Gelände | Minuspunkte Springen | Minuspunkte Springen | Minuspunkte Gesamt | Rang          |
| --- | ---------- | ------------------- | ------------------- | -------------------- | -------------------- | ------------------ | ------------- |
| Susannah Berry mit Wellfields Lincoln                                                                                           | Einzel     | 33,00               | 15,20               | 4,00                 | ausgeschieden        | 52,20              | 31            |
| Sarah Ennis mit Action Lady M                                                                                                   | Einzel     | 38,00               | 3,20                | ausgeschieden        | ausgeschieden        | ausgeschieden      | ausgeschieden |
| Austin O’Connor mit Colorado Blue                                                                                               | Einzel     | 31,70               | 0,00                | 8,00                 | 0,00                 | 39,70              | 17            |
| Aoife Clark mit Freelance Susannah Berry mit Wellfields Lincoln Austin O’Connor mit Colorado Blue Sarah Ennis mit Action Lady M | Mannschaft | 102,70              | 18,40               | 16,00                | —                    | 157,10             | 9             |

### Rudern
Sechs irische Boote mit insgesamt zwölf Ruderern konnten sich durch ihre Resultate bei den Weltmeisterschaften 2023 für die Olympischen Spiele qualifizieren. Dem Vierer ohne Steuerfrau gelang die Qualifikation bei der finalen Qualifikationsregatta in Luzern.
| Athleten                                              | Wettbewerb                  | Vorlauf     | Vorlauf | Vorlauf        | Hoffnungslauf / Viertelfinale | Hoffnungslauf / Viertelfinale | Hoffnungslauf / Viertelfinale | Halbfinale  | Halbfinale | Halbfinale    | Finale      | Finale | Rang   |
| Athleten                                              | Wettbewerb                  | Zeit        | Rang    | Qualifikation  | Zeit                          | Rang                          | Qualifikation                 | Zeit        | Rang       | Qualifikation | Zeit        | Rang   | Rang   |
| ----------------------------------------------------- | --------------------------- | ----------- | ------- | -------------- | ----------------------------- | ----------------------------- | ----------------------------- | ----------- | ---------- | ------------- | ----------- | ------ | ------ |
| Frauen                                                |                             |             |         |                |                               |                               |                               |             |            |               |             |        |        |
| Aifric Keogh Fiona Murtagh                            | Zweier ohne Steuerfrau      | 7:28,22 min | 2       | Halbfinale A/B | ―                             | ―                             | ―                             | 7:32,92 min | 6          | B-Finale      | 7:08,88 min | 2      | 8      |
| Alison Bergin Zoe Hyde                                | Doppelzweier                | 6:52,61 min | 3       | Halbfinale A/B | ―                             | ―                             | ―                             | 6:55,08 min | 5          | B-Finale      | 6:55,62 min | 4      | 10     |
| Margaret Cremen Aoife Casey                           | Leichtgewichts-Doppelzweier | 7:12,89 min | 3       | Hoffnungslauf  | 7:11,31 min                   | 1                             | Halbfinale A/B                | 6:59,72 min | 3          | A-Finale      | 6:54,57 min | 5      | 5      |
| Emily Hegarty Natalie Long Eimear Lambe Imogen Magner | Vierer ohne Steuerfrau      | 6:51,75 min | 3       | Hoffnungslauf  | 6:38,10 min                   | 4                             | B-Finale                      | —           | —          | —             | 6:34,74 min | 1      | 7      |
| Männer                                                |                             |             |         |                |                               |                               |                               |             |            |               |             |        |        |
| Daire Lynch Philip Doyle                              | Doppelzweier                | 6:13,24 min | 1       | Halbfinale A/B | ―                             | ―                             | ―                             | 6:13,14 min | 1          | A-Finale      | 6:15,17 min | 3      | Bronze |
| Fintan McCarthy Paul O’Donovan                        | Leichtgewichts-Doppelzweier | 6:34,12 min | 1       | Halbfinale A/B | ―                             | ―                             | ―                             | 6:21,88 min | 1          | A-Finale      | 6:10,99 min | 1      | Gold   |
| Ross Corrigan Nathan Timoney                          | Zweier ohne Steuermann      | 6:32,34 min | 3       | Halbfinale A/B | ―                             | ―                             | ―                             | 6:32,22 min | 3          | A-Finale      | 6:30,49 min | 6      | 6      |

### 7er-Rugby
Beide irische Teams hatten sich für die Olympischen Spiele qualifiziert. Die Frauen erhielten ihren Platz über die World Rugby Sevens Series 2022/23. Die Männer sicherten sich ihr Ticket durch ihren Sieg bei den Europaspielen 2023.
| Wettbewerb         | Frauen | Männer |
| ------------------ | --- | --- |
| Athleten           | Ashleigh Orchard Vicky Elmes Kinlan Stacey Flood Alanna Fitzpatrick Amee-Leigh Murphy Crowe Kathy Baker Beibhinn Parsons Megan Burns Lucy Rock Eve Higgins Erin King Emily Lane Claire Boles Amy Larn | Niall Comerford Jordan Conroy Hugo Keenan Jack Kelly Terry Kennedy Hugo Lennox Harry McNulty Gavin Mullin Chay Mullins Mark Roche Andrew Smith Zac Ward |
| Trainer            | Allan Temple-Jones | James Topping |
| Gruppenphase       | Großbritannien (12:21) Südafrika (38:0) Australien (14:19) | Südafrika (10:5) Japan (40:5) Neuseeland (12:14) |
| Viertelfinale      | Australien (7:40) | Fidschi (15:19) |
| Platzierungsspiele | Frankreich (7:19) Großbritannien (12:28) | Vereinigte Staaten (17:14) Neuseeland (7:17) |
| Rang               | 8 | 6 |

### Schwimmen
Fünf irische Schwimmer hatten in neun Wettbewerben die olympischen Normzeiten erreicht. Zudem qualifizierten sich die 4 × 100-m-Lagenstaffeln der Männer und Frauen, da sie unter den zeitschnellsten Staffeln, bei den Weltmeisterschaften 2023 und den Weltmeisterschaften 2024 befanden.
| Athleten                                                    | Wettbewerb          | Vorlauf      | Vorlauf | Halbfinale    | Halbfinale    | Finale        | Finale        | Rang   |
| Athleten                                                    | Wettbewerb          | Zeit         | Rang    | Zeit          | Rang          | Zeit          | Rang          | Rang   |
| ----------------------------------------------------------- | ------------------- | ------------ | ------- | ------------- | ------------- | ------------- | ------------- | ------ |
| Frauen                                                      |                     |              |         |               |               |               |               |        |
| Danielle Hill                                               | 50 m Freistil       | 25,02 s      | 21      | ausgeschieden | ausgeschieden | ausgeschieden | ausgeschieden | 21     |
| Danielle Hill                                               | 100 m Rücken        | 1:00,40 min  | 16      | 1:00,80 min   | 16            | ausgeschieden | ausgeschieden | 16     |
| Mona McSharry                                               | 100 m Brust         | 1:05,74 min  | 3       | 1:05,51 min   | 2             | 1:05,59 min   | 3             | Bronze |
| Mona McSharry                                               | 200 m Brust         | 2:23,98 min  | 7       | 2:24,48 min   | 11            | ausgeschieden | ausgeschieden | 11     |
| Ellen Walshe                                                | 100 m Schmetterling | 58,70 s      | 22      | ausgeschieden | ausgeschieden | ausgeschieden | ausgeschieden | 22     |
| Ellen Walshe                                                | 200 m Lagen         | 2:11,81 min  | 15      | 2:11,35 min   | 13            | ausgeschieden | ausgeschieden | 13     |
| Ellen Walshe                                                | 400 m Lagen         | 4:39,97 min  | 7       | —             | —             | 4:40,70 min   | 8             | 8      |
| Victoria Catterson Grace Davison Danielle Hill Erin Riordan | 4 × 100 m Freistil  | 3:42,67 min  | 16      | —             | —             | ausgeschieden | ausgeschieden | 16     |
| Danielle Hill Mona McSharry Ellen Walshe Grace Davison      | 4 × 100 m Lagen     | 4:00,12 min  | 11      | —             | —             | ausgeschieden | ausgeschieden | 11     |
| Männer                                                      |                     |              |         |               |               |               |               |        |
| Thomas Fannon                                               | 50 m Freistil       | 21,79 s      | 6       | 21,74 s       | 10            | ausgeschieden | ausgeschieden | 10     |
| Daniel Wiffen                                               | 800 m Freistil      | 7:41,53 min  | 1       | —             | —             | 7:38,19 min   | 1             | Gold   |
| Daniel Wiffen                                               | 1500 m Freistil     | 14:40,34 min | 1       | —             | —             | 14:39,63 min  | 3             | Bronze |
| Conor Ferguson Daragh Greene Max Mc Cusker Shane Ryan       | 4 × 100 m Lagen     | 3:33,81 min  | 11      | —             | —             | ausgeschieden | ausgeschieden | 11     |

### Segeln
Drei irische Boote hatten die Qualifikation für die Olympischen Spiele geschafft. Im Laser erfolgte die Qualifikation über die Segel-Weltmeisterschaften 2023. Die Startplätze im Laser Radial und 49er wurden über die ILCA-Weltmeisterschaften 2024 und Europameisterschaften 2023 erreicht.
| Athleten                      | Wettbewerb   | Qualifikation | Qualifikation | Medal Race    | Medal Race    | Punkte | Rang |
| Athleten                      | Wettbewerb   | Punkte        | Rang          | Punkte        | Rang          | Punkte | Rang |
| ----------------------------- | ------------ | ------------- | ------------- | ------------- | ------------- | ------ | ---- |
| Frauen                        |              |               |               |               |               |        |      |
| Eve McMahon                   | Laser Radial | 108           | 13            | ausgeschieden | ausgeschieden | 108    | 13   |
| Männer                        |              |               |               |               |               |        |      |
| Finn Lynch                    | Laser        | 99            | 10            | 16            | 8             | 115    | 10   |
| Robert Dickson Sean Waddilove | 49er         | 73            | 2             | 18            | 9             | 91     | 4    |

### Taekwondo
Beim europäischen Qualifikationsturnier in Sofia erreichte Jack Woolley einen Startplatz im Fliegengewicht der Männer.
| Athleten     | Wettbewerb       | Achtelfinale | Achtelfinale | Viertelfinale | Viertelfinale | Hoffnungsrunde Halbfinale | Hoffnungsrunde Halbfinale | Halbfinale    | Halbfinale    | Hoffnungsrunde Finale | Hoffnungsrunde Finale | Finale        | Finale        | Rang |
| Athleten     | Wettbewerb       | Gegner       | Ergebnis     | Gegner        | Ergebnis      | Gegner                    | Ergebnis                  | Gegner        | Ergebnis      | Gegner                | Ergebnis              | Gegner        | Ergebnis      | Rang |
| ------------ | ---------------- | ------------ | ------------ | ------------- | ------------- | ------------------------- | ------------------------- | ------------- | ------------- | --------------------- | --------------------- | ------------- | ------------- | ---- |
| Männer       |                  |              |              |               |               |                           |                           |               |               |                       |                       |               |               |      |
| Jack Woolley | Klasse bis 58 kg | G. Magomedov | 0:2          | ausgeschieden | ausgeschieden | A. Vicente                | 0:2                       | ausgeschieden | ausgeschieden | ausgeschieden         | ausgeschieden         | ausgeschieden | ausgeschieden | 7    |

### Turnen
Beide irische Mannschaften hatten die Qualifikation für die Mannschaftswettbewerbe im Turnen verpasst. Durch seine Ergebnisse am Pauschenpferd bei den Weltmeisterschaften 2023 erhielt Rhys McClenaghan ein persönliches Startrecht und durfte in Paris an allen Geräten an den Start gehen.

#### Gerätturnen
| Athleten         | Wettbewerb    | Qualifikation | Qualifikation | Finale | Finale | Rang |
| Athleten         | Wettbewerb    | Punkte        | Rang          | Punkte | Rang   | Rang |
| ---------------- | ------------- | ------------- | ------------- | ------ | ------ | ---- |
| Männer           |               |               |               |        |        |      |
| Rhys McClenaghan | Pauschenpferd | 15,200        | 1             | 15,533 | 1      | Gold |

### Wasserspringen
Über die Neuverteilung von Quotenplätzen erhielt Irland zwei Startplätze im Wasserspringen.
| Athleten      | Wettbewerb        | Vorkampf | Vorkampf | Halbfinale    | Halbfinale    | Finale        | Finale        | Rang |
| Athleten      | Wettbewerb        | Punkte   | Rang     | Punkte        | Rang          | Punkte        | Rang          | Rang |
| ------------- | ----------------- | -------- | -------- | ------------- | ------------- | ------------- | ------------- | ---- |
| Frauen        |                   |          |          |               |               |               |               |      |
| Ciara McGing  | Turmspringen 10 m | 188,50   | 29       | ausgeschieden | ausgeschieden | ausgeschieden | ausgeschieden | 29   |
| Männer        |                   |          |          |               |               |               |               |      |
| Jake Passmore | Kunstspringen 3 m | 360,90   | 21       | ausgeschieden | ausgeschieden | ausgeschieden | ausgeschieden | 21   |